# Gunston Hall (Schiff, 1989)
Die USS Gunston Hall (LSD-44) ist ein Docklandungsschiff der United States Navy und gehört der Whidbey-Island-Klasse an. Sie wurde nach Gunston Hall benannt, dem Anwesen von Gründungsvater George Mason in Mason Neck, Virginia.

## Geschichte
LSD-44 wurde 1983 in Auftrag gegeben. 1986 wurde das Schiff bei Avondale Shipyard auf Kiel gelegt. 1987 lief es vom Stapel und wurde getauft. Die Indienststellung erfolgte 1989. 1990 transportierte die Gunston Hall im Rahmen der Operation Desert Shield Kriegsgerät und Soldaten in den Persischen Golf. Ende 1994 verlegte sie an der Seite der Nassau ins Mittelmeer, wo die Gruppe an Übungen teilnahm und zahlreiche europäische Häfen besuchte.
1999 nahm die Gunston Hall im Mittelmeer an der Operation Allied Force der NATO teil. 2002 verlegte sie mit der Bataan im Rahmen der Operation Enduring Freedom. 2003 fuhr sie dann während der beginnenden Operation Iraqi Freedom in den Gewässern des Nahen Ostens. Unter anderem wurde sie als Basis für Minensucher eingesetzt, um die internationalen Schifffahrtsrouten zu überwachen. Dafür wurden auf dem Lastdeck des Schiffs aufblasbare Becken aufgestellt, in denen je ein Delphin lebte. Diese waren im United States Navy Marine Mammal Program zur Minensuche trainiert worden. Auch 2005 war die Gunston Hall im Persischen Golf, dort nahm sie an der Übung Nautical Union teil. Die nächste Verlegung folgte 2007, an der Seite der Kearsarge war das Ziel wiederum der Persische Golf. Nach der Rückkehr wurde das Schiff in Norfolk eingedockt und ein Jahr lang gründlich überholt und modernisiert.
2010 sollte die Gunston Hall an Africa Partnership Station, einer Reihe von Übungen und Hafenbesuchen in zahlreichen westafrikanischen Staaten, teilnehmen. Nach dem schweren Erdbeben in Haiti Anfang des Jahres wurde sie jedoch vor die Küste nahe der Killick Haitian Coast Guard Base geschickt. Dort brachten die Seeleute Nahrung, Trinkwasser und medizinische Güter an Land. Im Januar 2011 verlegte das Schiff in die Gewässer von Mittel- und Südamerika, wo es an Übungen mit alliierten Marinen teilnahm. 2012 fuhr sie an der Seite der Iwo Jima im Mittelmeer.
Anfang August 2022 lief die Gunston Hall in die Ostsee ein, wo sich die Sicherheitslage seit Beginn des Ukrainekrieges deutlich verändert hatte. Zusammen mit weiteren US-Schiffen, u. a. der Kearsage und der Arlington bildete sie dort den größten Kampfverband der US Navy seit Ende des Kalten Krieges.